# Sono donne
Sono donne è un album della Steve Rogers Band, pubblicato nel 1990.
Si tratta dell'ultimo album di inediti che vede la partecipazione come cantante di Massimo Riva.
Rispetto agli altri album (I duri non ballano, Alzati la Gonna e Steve Rogers Band) l'album ha sonorità più hard metal e alternative rock, accompagnate da brani come Di più di più,Hey Man,Animo,Sono in Down, ma anche da sonorità più tranquille e più romantiche come Dimmi come stai,Sono donne,Lascia stare la luna e completate da sonorità più malinconiche (Polvere d'oro, che parla del problema della eroina e della droga in generale, ed ...E poi...). In copertina la band a tavola in posa con tre ragazze.
Sarà l'ultimo album in studio della storica band di Vasco Rossi, che vedrà il ritorno di Maurizio Solieri, Claudio Golinelli e Massimo Riva già a partire dal 1991.

## Tracce
1. Di più di più (Massimo Riva, Maurizio Solieri)
2. Hey man (la tua donna mi fa impazzire) (Massimo Riva, Claudio Golinelli, Stefano Bitto Bittelli)
3. Dimmi come stai (Massimo Riva, Maurizio Solieri)
4. Sono donne (Massimo Riva, Maurizio Solieri, Donatella Milani)
5. Animo!!! (Massimo Riva, Domenico Mimmo Camporeale, Giuseppe Beppe Leoncini)
6. Sono in down (Massimo Riva, Maurizio Solieri)
7. Polvere d'oro (Enrico Ruggeri, Massimo Riva)
8. Lascia stare la luna (stella sola) (Massimo Riva, Maurizio Solieri)
9. ...E poi... (Massimo Riva, Emilio Righi, Massimo Riva)

## Formazione
- Massimo Riva - voce, chitarra ritmica, cori
- Mimmo Camporeale - tastiere
- Maurizio Solieri - chitarra solista, cori
- Claudio Golinelli - basso, cori
- Beppe Leoncini - batteria

Altri musicisti
- Giacomo Giannotti - tastiera, archi
- Lele Melotti - batteria in Sono donne, Lascia stare la luna
- Luca Orioli - tastiera, fiati in Sono in Down
- Guido Elmi - percussioni, programmazione
- Marco Sabiu - synclavier, tastiera
- Stefano Fariselli - sax
- Clara Moroni - cori
- Silvio Pozzoli - cori